# 穆德比德里
穆德比德里（Mudbidri），是印度卡纳塔克邦Dakshina Kannada县的一个城镇。总人口25710（2001年）。

## 人口
该地2001年总人口25710人，其中男性12353人，女性13357人；0—6岁人口2534人，其中男1328人，女1206人；识字率79.19%，其中男性为82.42%，女性为76.21%。